# آیلند ۸۸
آیلند ۸۸ (به انگلیسی: Island 88) که سابق بر این آیلند پلازا نامیده می‌شد، یک مرکز خرید در شهر جرج تاون، ایالت پنانگ مالزی است. این مرکز خرید که در حومه تانجونگ توکونگ واقع شده، یک مجتمع خرده فروشی است که دارای مساحت ۵۰۰٬۰۰۰-فوت-مربع (۴۶٬۰۰۰-متر-مربع) است و در سال ۱۹۹۵ افتتاح شد، ضمن اینکه یکی از اولین مراکز خرید در شهر می‌باشد. پس از اینکه با پیدایش مراکز خرید جدیدتر در سرتاسر جرج تاون، با کاهش فروش و مشتری مواجه شد، در سال ۲۰۲۳ توسط سرمایه‌دار املاک و مستغلات هنگ کنگ، پل لاو، به آیلند ۸۸ تغییر نام داد.